# Gjoko Zajkov
Gjoko Zajkov (Maccedonisch: Ѓоко Зајков) (Skopje, 10 februari 1995) is een Macedonisch profvoetballer.

## Biografie
Zajkov begon zijn carrière bij FK Rabotnički Skopje. In 2014 tekende hij bij Stade Rennes. Hier geraakte hij amper aan spelen toe. Hij werd uitgeleend aan Sporting Charleroi, dat hem in 2016 definitief overnam.

## Statistieken
| Seizoen | Club                 | Land               | Competitie         | Wedstrijden | Doelpunten |
| ------- | -------------------- | ------------------ | ------------------ | ----------- | ---------- |
| 2011/12 | FK Rabotnički Skopje | Noord-Macedonië    | Prva Liga          | 4           | 0          |
| 2012/13 | FK Rabotnički Skopje | Noord-Macedonië    | Prva Liga          | 20          | 2          |
| 2013/14 | FK Rabotnički Skopje | Noord-Macedonië    | Prva Liga          | 27          | 1          |
| 2014/15 | Stade Rennes         | Frankrijk          | Ligue 1            | 4           | 0          |
| 2015/16 | → Sporting Charleroi | België             | Jupiler Pro League | 7           | 0          |
| 2016/17 | Sporting Charleroi   | België             | Jupiler Pro League | 1           | 0          |
| 2017/18 | Sporting Charleroi   | België             | Jupiler Pro League | 11          | 0          |
| 2018/19 | Sporting Charleroi   | België             | Jupiler Pro League | 12          | 0          |
| 2019/20 | Sporting Charleroi   | België             | Jupiler Pro League | 1           | 0          |
| 2020/21 | Sporting Charleroi   | België             | Jupiler Pro League | 0           | 0          |
| 2021/22 | Levski Sofia         | Vlag van Bulgarije | Parva Liga         | 0           | 0          |
|         |                      |                    | Totaal             | 87          | 3          |

1 Patron ·
2 Bager ·
3 Knezevic ·
4 Van Cleemput ·
5 Camara ·
6 Zorgane ·
7 Mbenza ·
8 Guiagon ·
9 Dabbagh ·
10 Badji ·
12 Closset ·
13 Benbouali ·
15 Dragsnes ·
16 Koffi ·
17 Bernier ·
18 Heymans ·
19 Štulić ·
21 Andreou ·
22 Trebel ·
25 Marcq ·
26 Ilaimaharitra  ·
27 Monticelli ·
29 Rogelj ·
32 Boukamir ·
37 Dari ·
42 Lutte ·
44 Morioka ·
55 Delavallée ·
66 Ozornwafor ·
80 Sylla ·
98 Petris ·
Coach: De Mil
1 Dimitrievski ·
2 Bejtulai ·
3 Zajkov ·
4 Ristevski ·
5 Ademi ·
6 Musliu ·
7 Tričkovski ·
8 Alioski ·
9 Trajkovski ·
10 Pandev  ·
11 Hasani ·
12 Jankov ·
13 S. Ristovski ·
14 D. Velkovski ·
15 Kostadinov ·
16 Nikolov ·
17 Bardhi ·
18 Stojanovski ·
19 K. Velkoski ·
20 Spirovski ·
21 Elmas ·
22 Šiškovski ·
23 Radeski ·
24 Avramovski ·
25 Čurlinov ·
26 M. Ristovski ·
Coach: Angelovski